# Frants Vilhelm Ferdinand Rosenstand
Frants Vilhelm Ferdinand Rosenstand (8. august 1836 i Skive – 29. januar 1910 i København) var en dansk kongelig kabinetssekretær, bror til Philip Rosenstand.

## Karriere
Han var søn af byfoged, justitsråd, senere herredsfoged i Hads-Ning Herreder, Philip Peder Rosenstand og Andriette Frederikke født Halse. Efter at være blevet student fra Aarhus Skole 1853 tog han 1862 juridisk embedseksamen og kom derefter som volontør ind i Kongens Kabinetssekretariat og i Justitsministeriet, fra hvilket sidste han dog trak sig tilbage i 1870, da han fik kongelig udnævnelse i Kabinetssekretariatet som ekspeditionssekretær. Under J.P. Traps forfald fik han efterhånden ofte lejlighed til at afgive referat til kongen, ligesom han ledsagede majestæten på adskillige rejser i indlandet, bl.a. til landmandsforsamlingen i Aalborg 1883. I foråret 1884, da Trap af helbredshensyn indgav ansøgning om afsked, udnævntes Rosenstand til kongens kabinetssekretær og chef for Kabinetssekretariatet. Samme år blev han medlem af Statsinventarie-Kommissionen. I 1888 udnævntes han til ordenssekretær. I en årrække var han, der ellers afslog offentlige tillidshverv, medlem af bestyrelserne for Dronning Louises Asylselskab (fra 1888) og for Kong Christian IX's og Dronning Louises Asylselskab (fra 1894). Siden 1880 var han konstitueret kongelig håndbibliotekar. Han var fra 1876 til 1900 revisor ved Wilhelmine-Stiftelsen og fra 1885 medlem af bestyrelsen for Legatet til Minde om 1. August 1829.

## Hæder
1873 blev Rosenstand justitsråd. I 1881 udnævntes han til virkelig etatsråd, 1888 til gehejmeetatsråd og 1909 til gehejmekonferensråd. Han blev 30. december 1874 Ridder af Dannebrogordenen, fik 8. april 1886 Dannebrogsmand, blev 26. maj 1892 Kommandør af Dannebrog af 2. grad, 8. april 1894 af 1. grad og fik 15. november 1903 Storkorset. Han bar utallige udenlandske ordener.
Han ægtede 11. maj 1864 i Holmens Kirke Ragnhilde Louise Schierbeck (4. december 1837 i København - 17. august 1886 sammesteds), datter af premierløjtnant, senere kommandør Hans Schierbeck og Frederikke Caroline Lund.
Rosenstandsvej i Gentofte Kommune er anlagt i 1928. Vejen er opkaldt efter F. V. F. Rosenstand, der ejede nr. 5 på vejen.